# Artýr Shýshenachev
Artur Gavriloviç Şuşenaçev (in kazako Артур Гаврилович Шушеначев?; Taraz, 7 aprile 1998) è un calciatore kazako, attaccante dell'Aqtöbe.

## Carriera
Cresciuto nel Taraz, ha debuttato tra i professionisti con la maglia del Qairat, formazione con cui esordisce nelle competizioni europee continentali.

## Palmarès

### Club

#### Competizioni nazionali
- Coppa del Kazakistan: 2

Qaýrat: 2018, 2021
- Campionato kazako: 1

Qaýrat: 2020